# مایک گرلا
مایک گرلا (انگلیسی: Mike Grella؛ زادهٔ ۲۳ ژانویهٔ ۱۹۸۷) بازیکن فوتبال اهل ایالات متحده آمریکا است.
از باشگاه‌هایی که در آن بازی کرده‌است می‌توان به باشگاه فوتبال لیدز یونایتد، باشگاه فوتبال بری، باشگاه فوتبال سوئیندون تاون، باشگاه فوتبال کلمبوس کرو، باشگاه فوتبال کارلایل یونایتد، باشگاه فوتبال نیویورک رد بولز، باشگاه فوتبال برنتفورد، و باشگاه فوتبال اسکانتورپ یونایتد اشاره کرد.
وی همچنین در تیم‌های ملی فوتبال United States men's national under-18 soccer team و United States men's national under-20 soccer team بازی کرده‌است.